# Данеш (комуна)
Данеш (рум. Daneș) — комуна у повіті Муреш в Румунії. До складу комуни входять такі села (дані про населення за 2002 рік):
- Данеш (2185 осіб) — адміністративний центр комуни
- Кріш (627 осіб)
- Селеуш (1781 особа)
- Стежереній (242 особи)

Комуна розташована на відстані 226 км на північний захід від Бухареста, 37 км на південь від Тиргу-Муреша, 104 км на південний схід від Клуж-Напоки, 94 км на північний захід від Брашова.

## Населення
За даними перепису населення 2002 року у комуні проживали 4835 осіб.
Національний склад населення комуни:
| Національність            | Кількість осіб | Відсоток |
| ------------------------- | -------------- | -------- |
| румуни                    | 3753           | 77,6%    |
| цигани                    | 795            | 16,4%    |
| угорці                    | 139            | 2,9%     |
| німці                     | 138            | 2,9%     |
| греки                     | 1              | < 0,1%   |
| італійці                  | 1              | < 0,1%   |
| не вказали національність | 8              | 0,2%     |

Рідною мовою назвали:
| Мова                  | Кількість осіб | Відсоток |
| --------------------- | -------------- | -------- |
| румунська             | 4271           | 88,3%    |
| циганська             | 364            | 7,5%     |
| угорська              | 100            | 2,1%     |
| німецька              | 92             | 1,9%     |
| українська            | 1              | < 0,1%   |
| грецька               | 1              | < 0,1%   |
| не вказали рідну мову | 6              | 0,1%     |

Склад населення комуни за віросповіданням:
| Релігія                                       | Кількість осіб | Відсоток |
| --------------------------------------------- | -------------- | -------- |
| православні                                   | 4370           | 90,4%    |
| лютерани (Синодально-пресвітеріанська церква) | 141            | 2,9%     |
| п'ятдесятники                                 | 140            | 2,9%     |
| реформати                                     | 55             | 1,1%     |
| римо-католики                                 | 38             | 0,8%     |
| бретрени                                      | 36             | 0,7%     |
| адвентисти                                    | 29             | 0,6%     |
| греко-католики                                | 7              | 0,1%     |
| лютерани (Аугсбурзького сповідання)           | 6              | 0,1%     |
| баптисти                                      | 5              | 0,1%     |
| не релігійні                                  | 4              | 0,1%     |
| унітарії                                      | 1              | < 0,1%   |
| не вказали релігію                            | 1              | < 0,1%   |